# Valamugil
Valamugil són un gènere de peixos de la família dels mugílids que inclou nou espècies reconegudes:
- Valamugil buchanani (Bleeker, 1854)[1]
- Valamugil cunnesius (Valenciennes, 1836)[2]
- Valamugil delicata (Alleyne & Macleay, 1877)
- Valamugil engeli (Bleeker, 1858)[3]
- Valamugil formosae (Oshima, 1922)[4]
- Valamugil georgii (Ogilby, 1897)
- Valamugil robustus (Günther, 1861)[5]
- Valamugil seheli (Forsskål, 1775)[6]
- Valamugil speigleri (Bleeker, 1858-1859)[7]